# Rue Montorge
La rue Montorge est une voie publique de la commune française de Grenoble. Située dans le quartier Hyper-centre de Grenoble, cette rue, essentiellement commerçante, longe le Jardin de ville, principal espace vert du centre-ville grenoblois.

## Situation et accès
La rue Montorge est une rue très courte — un peu plus de cent mètres — qui commence au niveau de la place Grenette, face au château d'eau La Valette et se termine rue de Belgrade par le No 15, selon un axe est - ouest. 
Elle est desservie par les lignes A et B et D du réseau de tramway de l'agglomération grenobloise. La station la plus proche (située à moins de deux cents mètres) se dénomme Hubert Dubedout - Maison du Tourisme.
En 2017, la municipalité de Grenoble, dans le cadre du projet « Cœur de ville, cœur de Métropole », prend la décision de rendre la rue Montorge en parte piétonne (entre la place Grenette, fermée, elle aussi à la circulation automobile) et la rue Bressieux, la seconde partie de cette rue jusqu'à la rue de Belgrade restant ouverte à la circulation et au stationnement automobile.

## Origine du nom
Trois hypothèses principales ont été avancées afin d'expliquer l'origine du nom de cette voie:
1. la rue tracée à côté du domaine de François de Bonne de Lesdiguières porterait le nom d'un de ses serviteurs, sauf qu'un chemin portant ce nom existait avant l'installation du duc à Grenoble.
2. la rue aboutit à la place Grenette qui hébergeait un marché aux grains. Les paysans, pour vendre ces grains (blé, avoine, orge) empruntaient fréquemment cette rue depuis leurs bateaux déchargés sur les bords de l'Isère et « montait » ces céréales par ce chemin.
3. la rue était située sur une butte, hors les murs de la ville et celle-ci aurait été plantée d'orge d'où le terme de « Mont d'Orge ».

## Historique

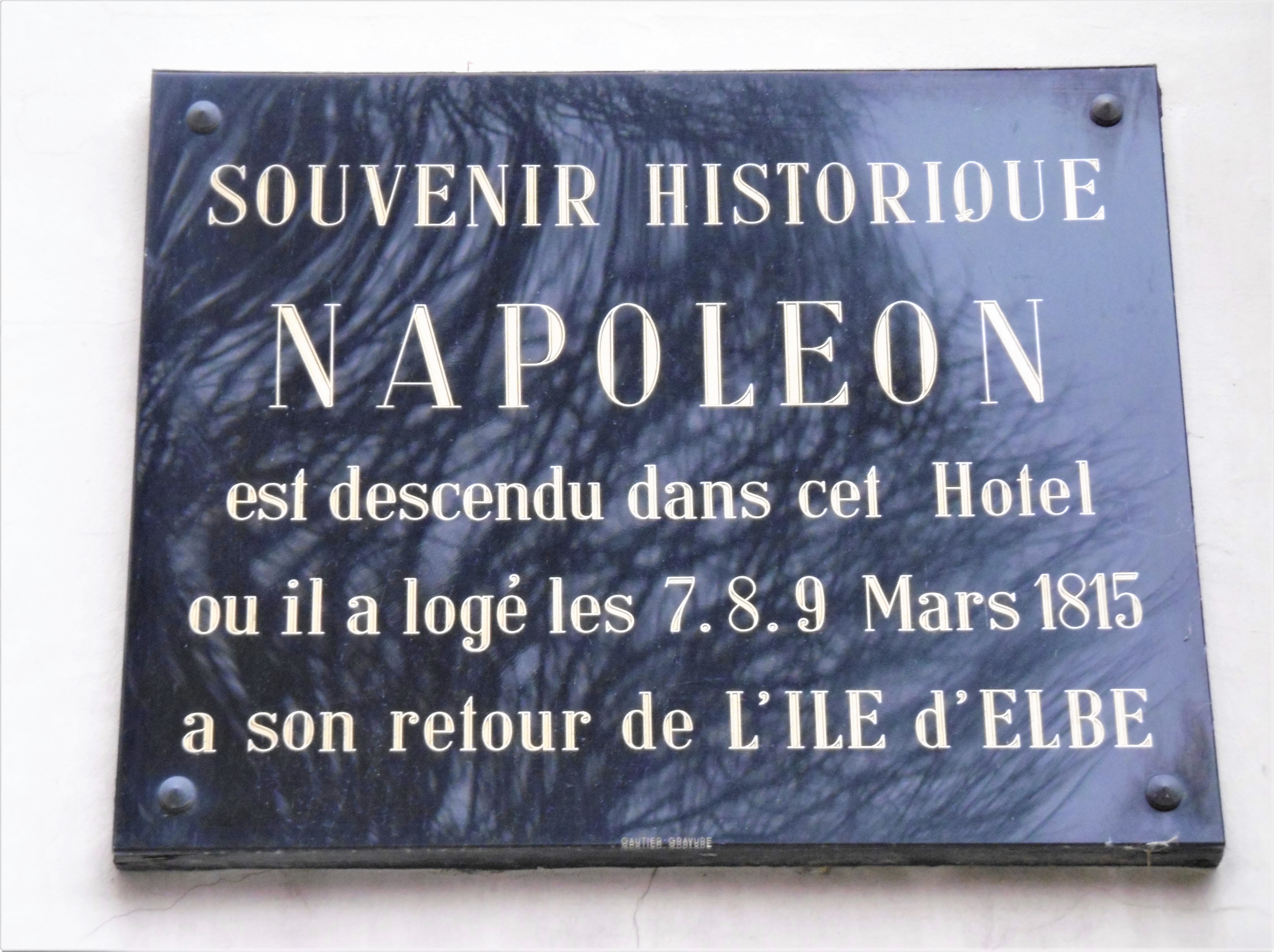
Plaque commémorative du passage de Napoléon 1er au niveau du 7, rue Montorge

Durant l'époque médiévale, le chemin Montorge borde les « Prés de la Trésorerie » qui accueille les foires les plus importantes de la ville. Ce lieu est ensuite transformé en jardin à l’occasion du passage d’hôtes de marque. Son aménagement est réalisé par le gouverneur du Dauphiné, François de Bonne, duc de Lesdiguières, qui choisit de faire bâtir sa résidence à proximité immédiate et qui existe encore sous le nom d'hôtel de Lesdiguières.
Le 7 mars 1815, Napoléon Ier, lors de son retour de l'île d'Elbe, s'est arrêté à l'hôtel des Trois-Dauphins situé à l'angle de la rue Montorge et de la rue de Bressieux. Une plaque commémorative a été scellée sur la façade de cet hôtel devenu, entretemps, l'hôtel Napoléon.
Léon Gambetta aurait également séjourné dans cette rue, notamment le 26 septembre 1872 et le 10 octobre 1878, ainsi que Stendhal, qui parcourait souvent le secteur du jardin de ville en tant que riverain. Les trois fontaines de cette rue furent installées en 1887.
Lors des inondations de Grenoble en novembre 1859, l'eau a atteint 1,50 mètre de hauteur au niveau de la rue (mesure effectué à l'angle de cette rue et de la rue Servan).
En 1888, à l’occasion du défilé du 14 juillet, la rue est présentée en ces termes par Charles Dufayard, professeur d’histoire à Grenoble : l’aspect de la rue Montorge est très brillant et des plus pittoresques.
En 1889, Gabriel Gay, le fils du peintre Jacques Gay fonde la bijouterie Gay, installée à l’entrée de la rue.

## Bâtiments remarquables et lieux de mémoire

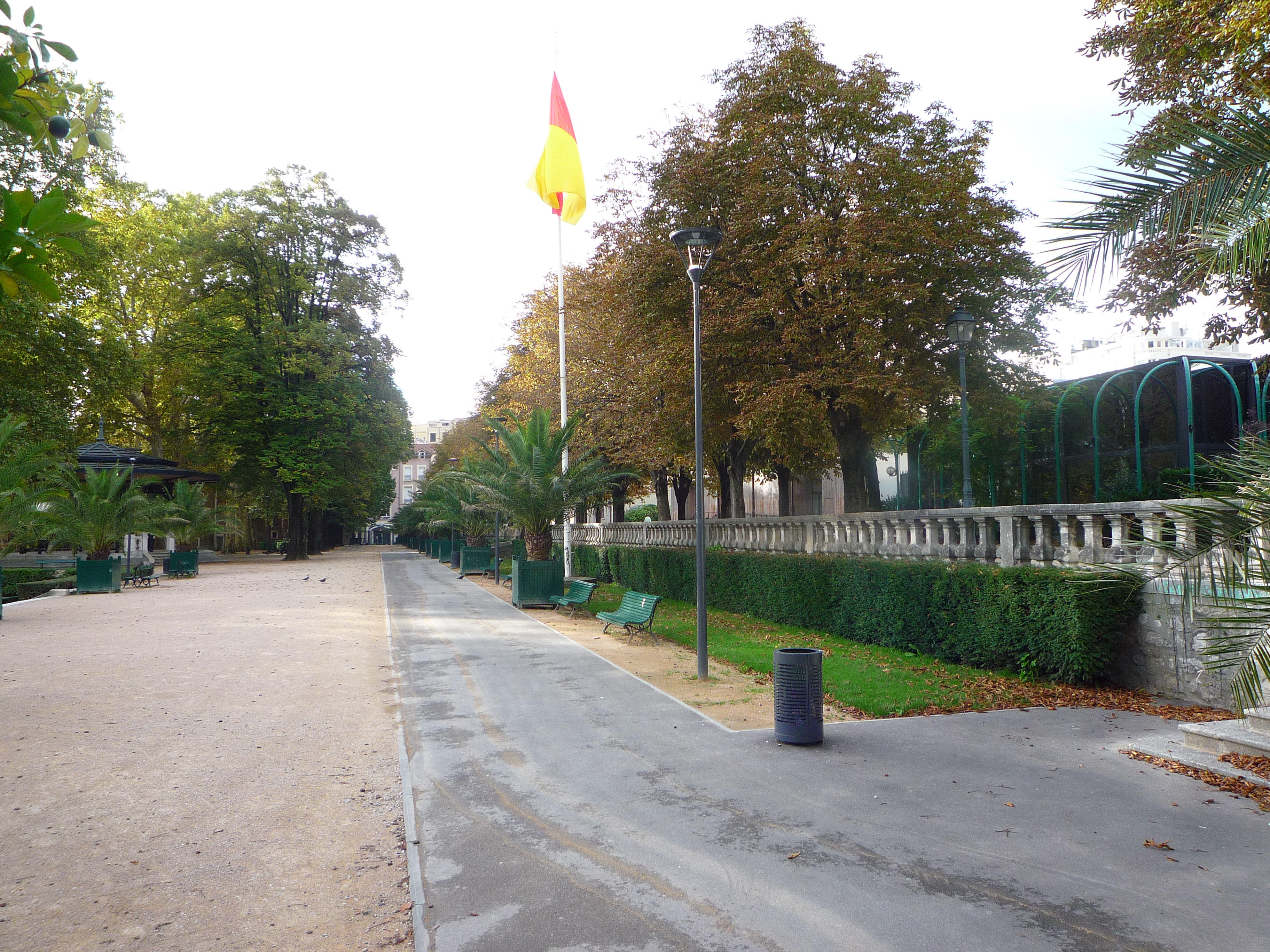
Les Terrasses du Jardin de ville avec, au fond, la grille d'entrée située sur la rue Montorge

### Passage du Jardin de ville
Au niveau du No 2 de la rue Montorge, formant un angle avec la place Grenette, se situe le « passage du Jardin de ville » qui permet aux piétons de se rendre dans le parc public du centre-ville.
À la fin du XIXe siècle, le siège du syndicat d'initiative de Grenoble s'installe à côté de ce passage à ce numéro précis. Il comprenait des bureaux dont celui de la direction, situés au premier étage, ainsi qu'un kiosque servant de service d'accueil, de renseignement et de réclamations ainsi que de point de vente de billets de trains, de cars touristiques et de coupons d'hôtel à destination des voyageurs et des touristes.

### Grilles du Jardin de ville
Une des grilles monumentales du jardin de ville, l’un des plus anciens jardins de Grenoble, est située rue Montorge, après le no 10 de la rue. Ce jardin très fréquenté, de taille assez modeste (un peu plus d'un hectare), abrite un kiosque à musique, des jeux d'enfants mais il borde également l’appartement du Dr Gagnon (Musée Stendhal), l’enceinte romaine, l’hôtel de Lesdiguières et la station de départ du téléphérique de Grenoble situé près de l'Isère.

### Les trois fontaines
De style baroque, ces fontaines (dénommée « Fontaine aux trois caveaux ») sont situées au bord d'une terrasse jouxtant une école, près de l'entrée du Jardin de ville et datent de 1887.

### Auberge Napoléon
En mars 1815, Napoléon Bonaparte, de retour de l'île d'Elbe, arrive à Grenoble et s'installe dans l'hôtel des Trois-Dauphins, tenu par un ancien soldat durant trois jours afin de préparer son retour à Paris. Celle-ci deviendra par la suite, l'auberge Napoléon en l'honneur de son passage. 
Situé au no 7, rue Montorge, l'auberge Napoléon qui fut un haut lieu de la gastronomie grenobloise, a été repris par l'association de Recherche et d'Insertion Sociale des Trisomiques (ARIST) en octobre 2020 afin d'y créer un restaurant d'insertion professionnelle pour les personnes handicapées avec trois employés en service et cinq en cuisine et encadrés par deux tuteurs dans chaque service.

Quelques photos de la rue Montorge en 2021
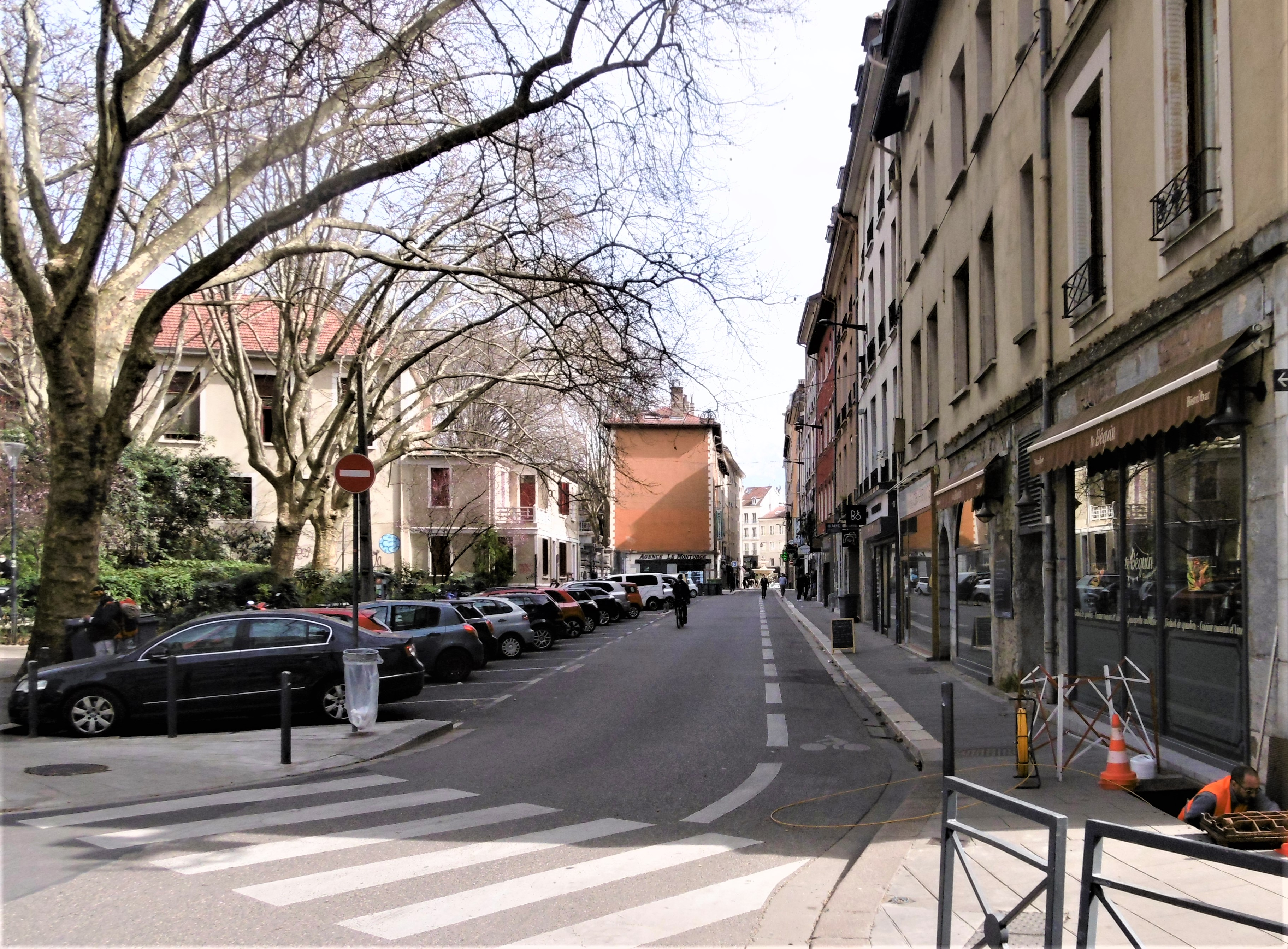
La rue Montorge depuis la rue de Belgrade
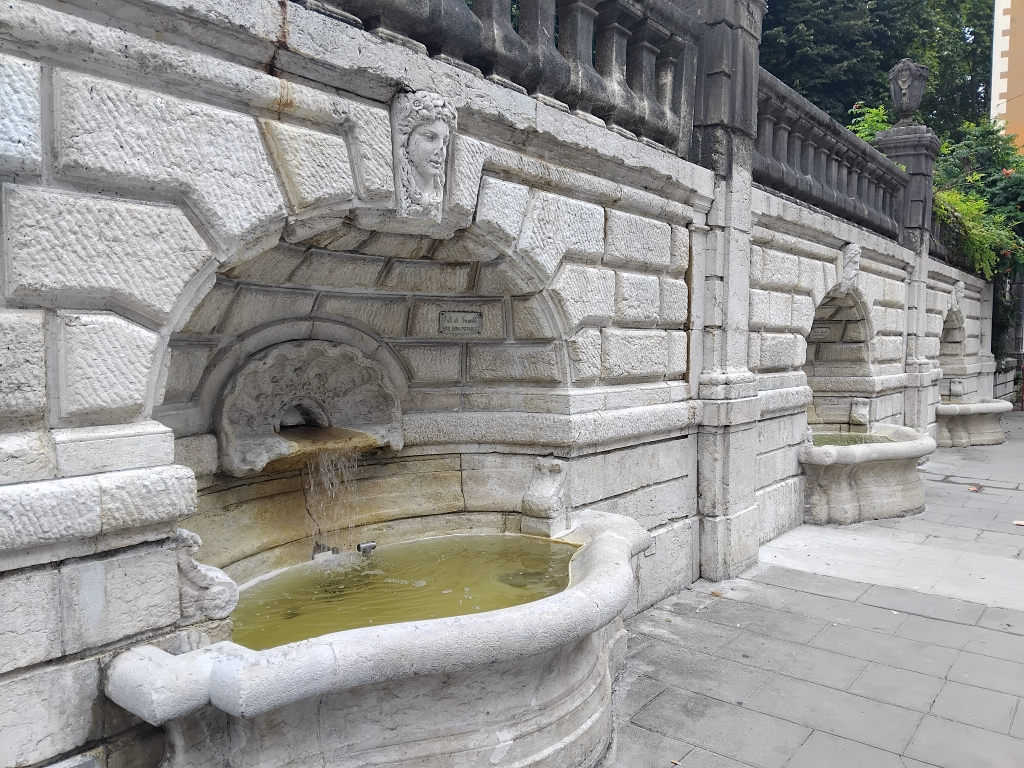
Les trois fontaines de la rue Montorge (après rénovation)
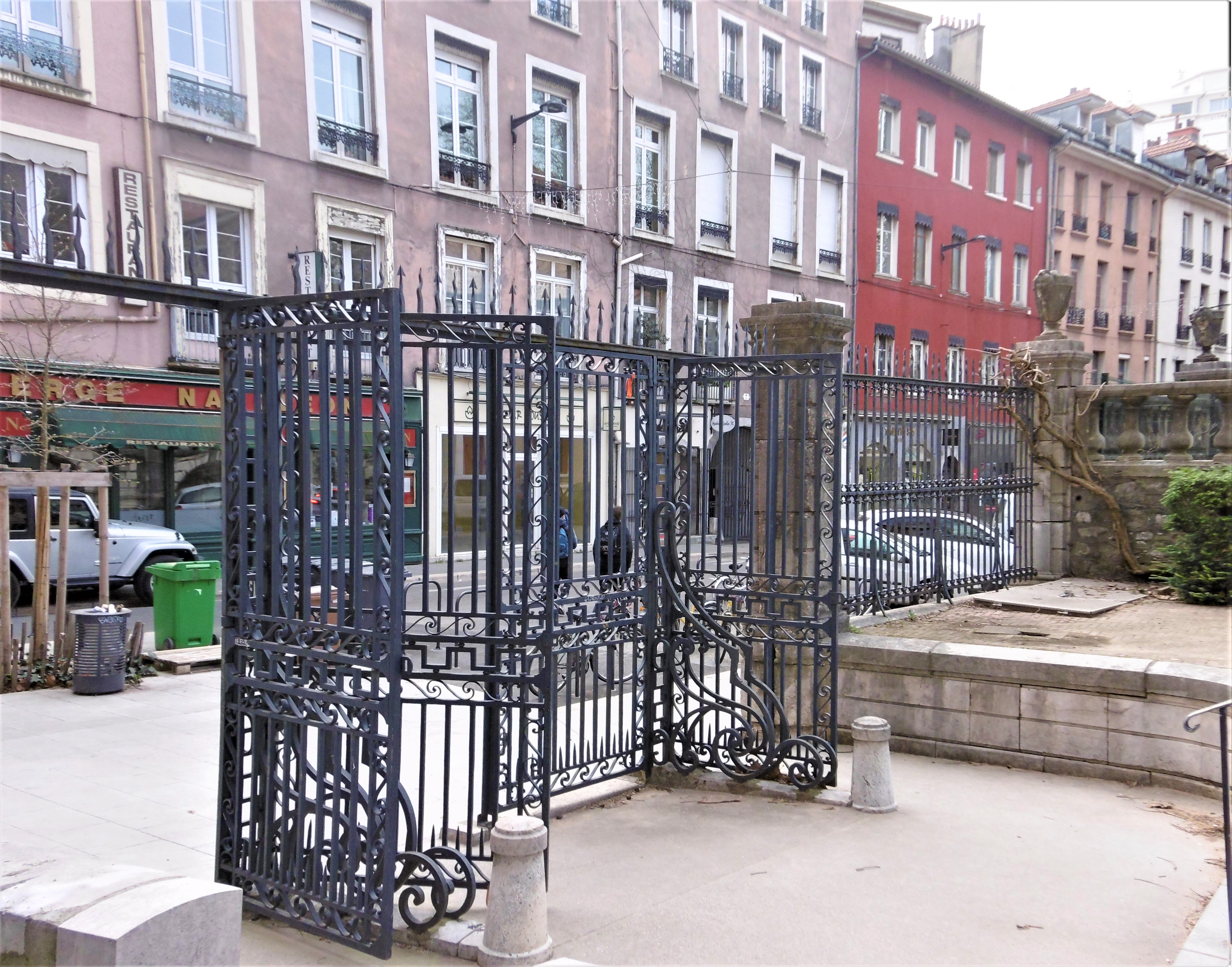
Les grilles d'entrée du Jardin de ville, côté rue Montorge
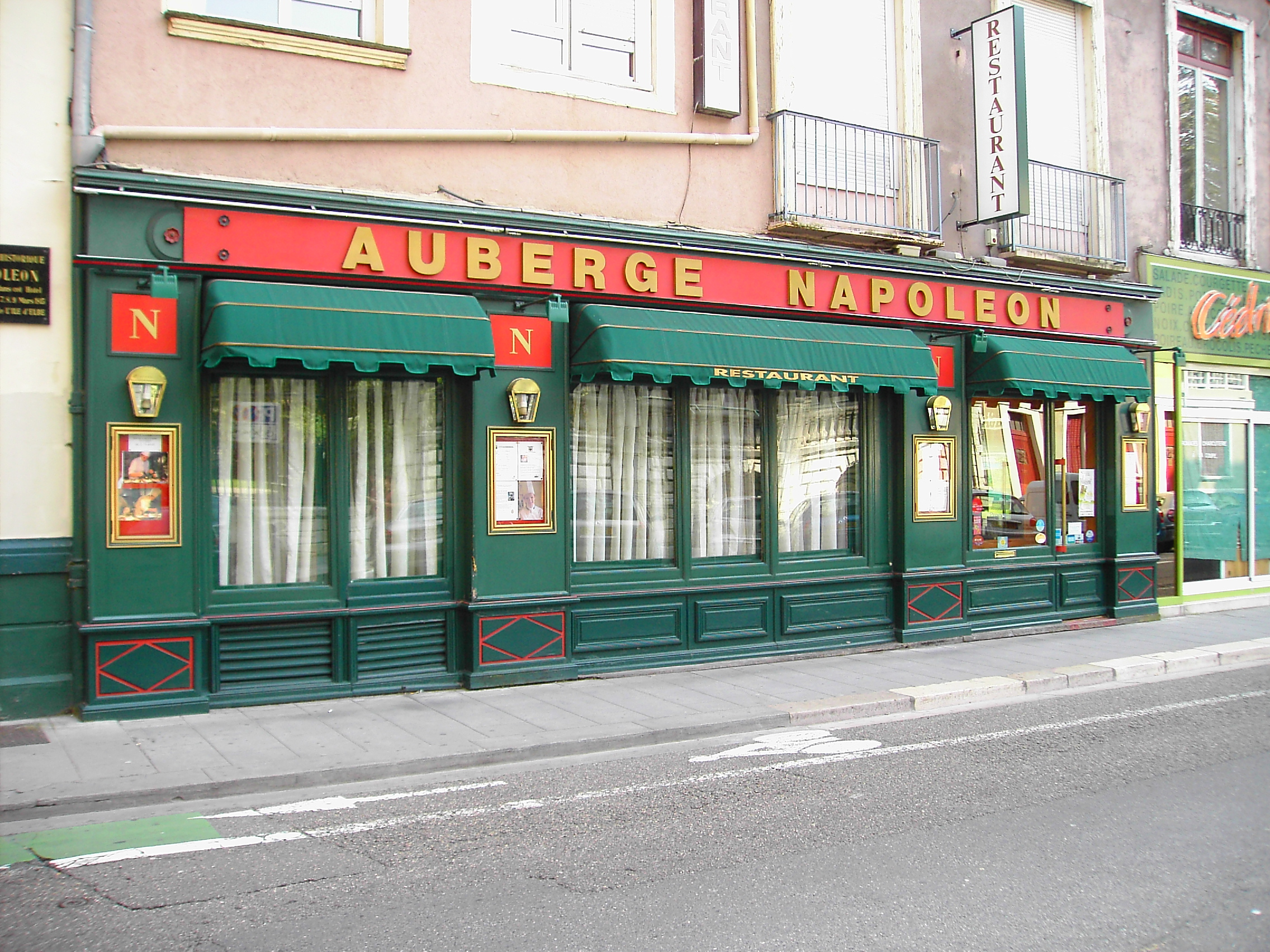
Auberge Napoléon au 7, rue Montorge
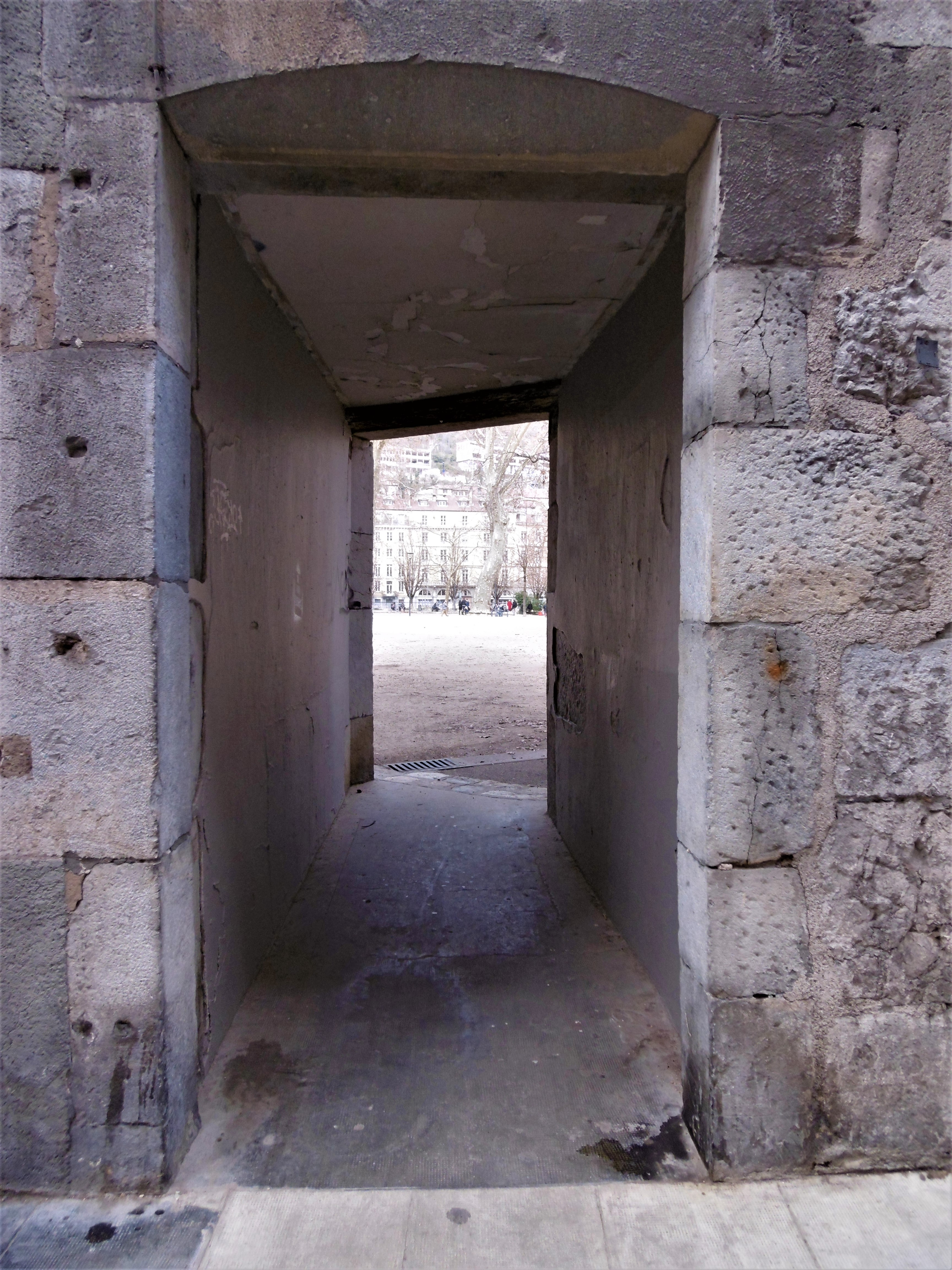
Passage rue Montorge vers le Jardin de Ville
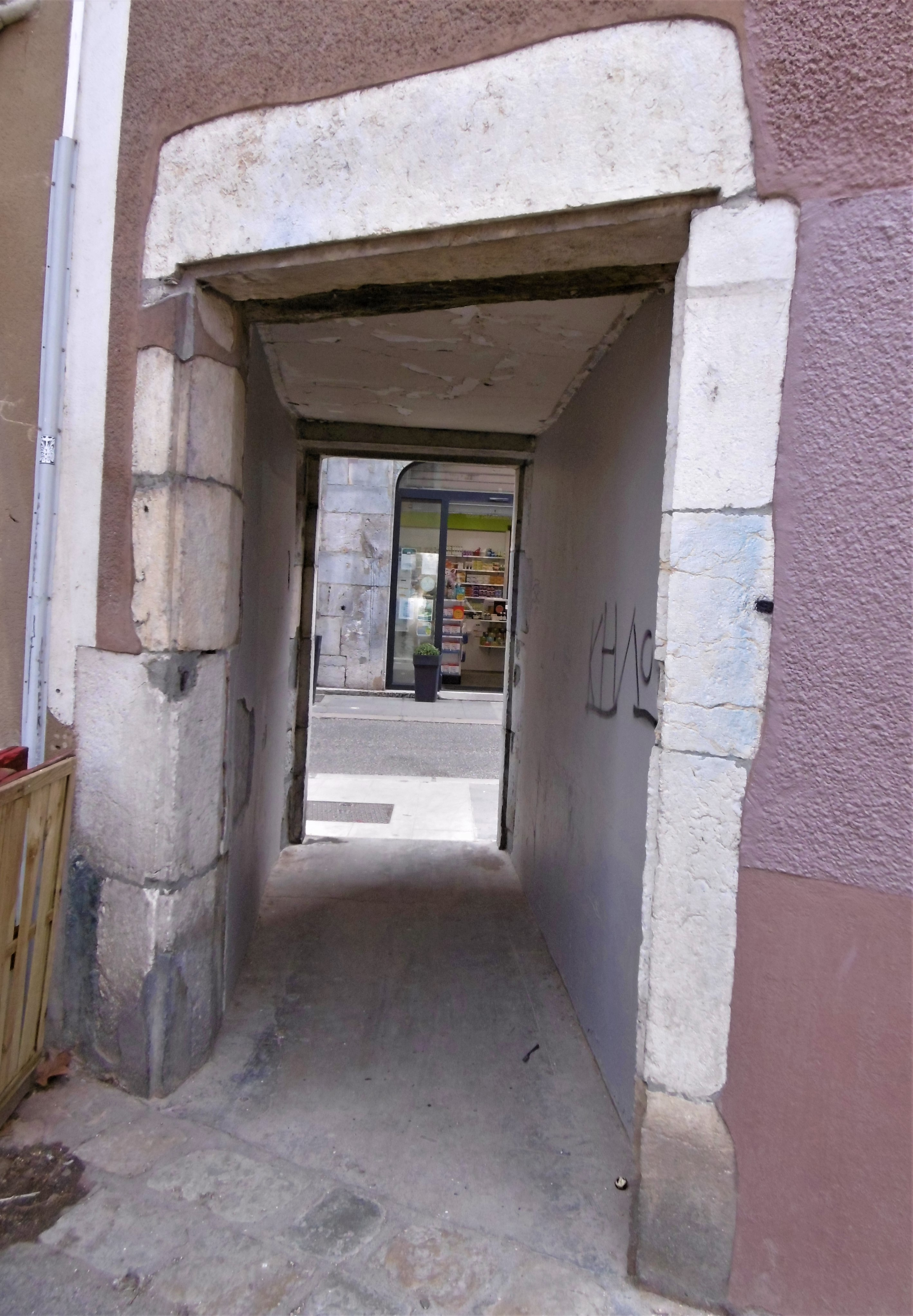
Le même passage depuis le Jardin de Ville
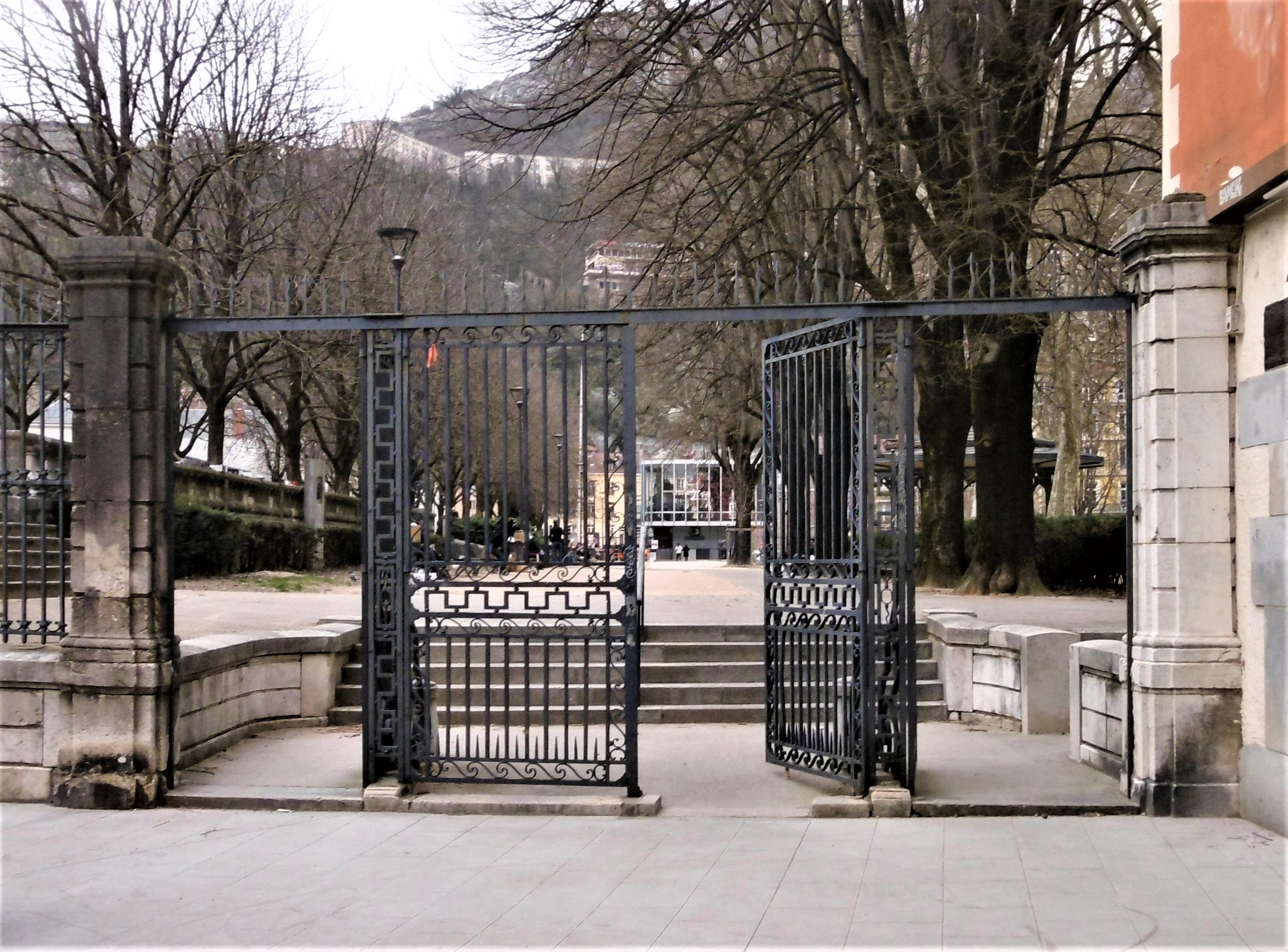
Grille du Jardin de ville depuis la rue Montorge